# ARP 2500
De ARP 2500 was de eerste grote synthesizer van de Amerikaanse instrumentbouwer ARP Instruments. Het was een monofone analoge synthesizer, die in productie was vanaf 1970 tot ergens in het midden van de jaren 1970.
De hoofdkast kon tot twaalf modules bevatten, de optioneel toe te voegen bijkasten elk zes. De modules konden zoals toen gebruikelijk worden gepatcht, maar konden ook worden geschakeld. 
De ARP 2500 was geen commercieel succes, er zijn er niet meer dan een stuk of honderd van verkocht. De populairste modules werden later samengevoegd tot de ARP 2600.
Een hoofdrol was voor de ARP 2500 weggelegd in de film Close Encounters of the Third Kind, waar de synthesizer wordt gebruikt om met andere vormen van buitenaards leven te communiceren. Phil Dodds was de ARP technicus die het apparaat, bestaande uit een maximale configuratie met twee keyboards bediende.
Enkele bekende popmuzikanten hebben de ARP 2500 gebruikt, waaronder Meat Beat Manifesto, The Who, David Bowie, Jean Michel Jarre, Vince Clarke en David Hentschel. Ook componist van klassieke elektronische muziek Éliane Radigue gebruikte de 2500.
ARP 2500 · ARP 2600 · Odyssey · Omni · Pro/DGX · Pro Soloist · Solina String Ensemble · Quadra